# Nuit après nuit
Pour plus de détails, voir Fiche technique et Distribution.

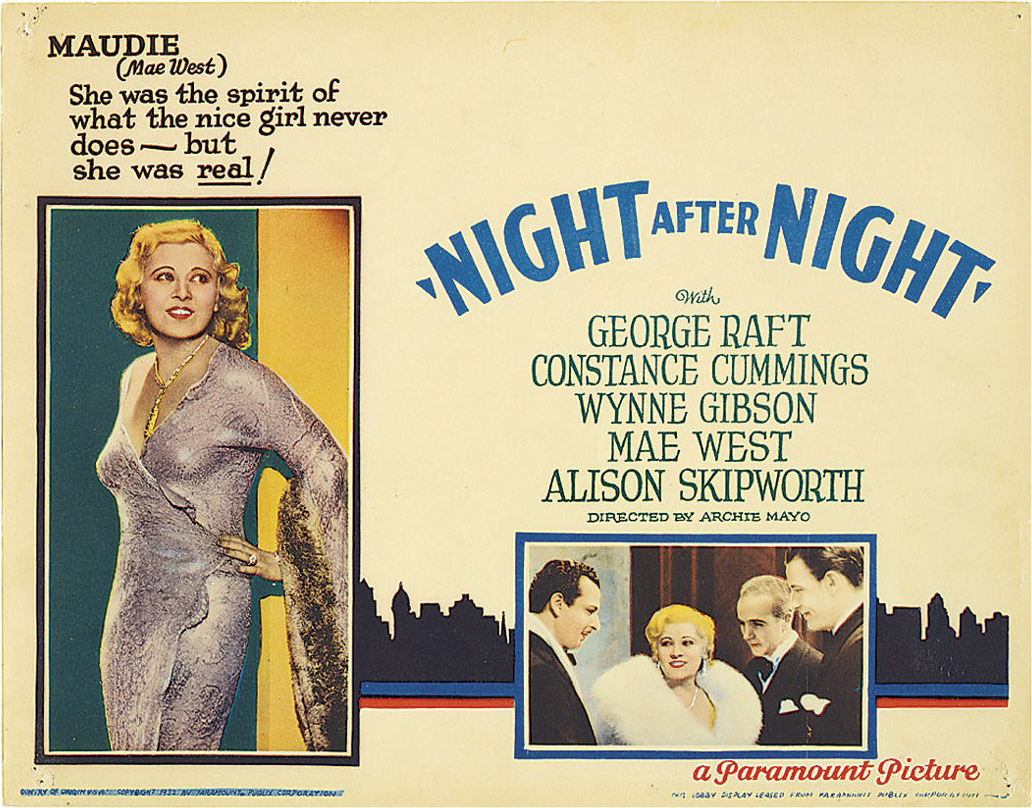
Mae West sur une annonce du film.

Nuit après nuit (titre original : Night After Night) est un film américain réalisé par Archie Mayo, sorti en 1932.

## Synopsis
Joe Anton est un propriétaire de bar clandestin qui tombe amoureux de la mondaine Miss Healy. Il prend des leçons de savoir-vivre auprès de Mabel Jellyman. Joe ne sait pas que Miss Healy ne s'intéresse à lui que parce qu'il vit dans l'élégant immeuble que sa famille a perdu lors du crash de Wall Street en 1929. Après une rencontre risquée avec son ancienne flamme Iris Dawn, Miss Healy l'embrasse et Joe est prêt à l'épouser mais elle est fiancée à son ami M. Bolton. Elle admet qu'elle ne l'épouse que pour son argent. Joe décide alors de poursuivre Iris, au moment où Miss Healy commence à tomber véritablement amoureuse de lui. Pendant ce temps, Maudie Triplett se lie d'amitié avec Mrs. Jellyman et lui propose de l'engager comme hôtesse dans l'un de ses élégants salons de beauté

## Fiche technique
- Titre : Nuit après nuit
- Titre original : Night After Night
- Réalisation : Archie Mayo
- Scénario : Vincent Lawrence et Kathryn Scola d'après le roman de Louis Bromfield
- Photographie : Ernest Haller
- Musique : Ralph Rainger et Bernhard Kaun (non crédité)
- Costumes : Walter Plunkett
- Société de production : Paramount Pictures
- Pays de production :  États-Unis
- Format : Noir et blanc — 35 mm — 1,37:1 — Son : Mono (Western Electric Noiseless Recording)
- Genre : Film dramatique
- Durée : 73 minutes (1 h 13)
- Date de sortie :
- États-Unis : 30 octobre 1932

## Distribution
- George Raft : Joe Anton
- Constance Cummings : Miss Jerry Healy
- Wynne Gibson : Iris Dawn
- Mae West : Maudie Triplett
- Alison Skipworth : Miss Mabel Jellyman
- Roscoe Karns : Leo
- Louis Calhern : Dick Bolton
- Bradley Page : Frankie Guard
- Al Hill : Blainey
- Harry Wallace : Jerky
- George Templeton : Patsy
- Marty Martyn : Malloy
- Tom Kennedy : le barman Tom
- Theresa Harris (non créditée) : Une femme de chambre